# NGC 3253
NGC 3253 é uma galáxia espiral barrada (SBbc) localizada na direcção da constelação de Leo. Possui uma declinação de +12° 42' 14" e uma ascensão recta de 10 horas, 28 minutos e 27,3 segundos.
A galáxia NGC 3253 foi descoberta em 27 de Abril de 1886 por Lewis A. Swift.